# Paula Escarameia
Paula Ventura de Carvalho Escarameia foi uma jurista portuguesa e a primeira mulher a ser eleita pela Assembleia Geral das Nações Unidas para a Comissão de Direito Internacional (CDI).

## Estudos universitários
Paula Escarameia nasceu em Lisboa, a 1 de junho de 1960. Licenciou-se em Direito em 1983 pela Universidade Católica Portuguesa, seguindo-se um curso no campus de Bolonha da Paul H. Nitze School of Advanced International Studies (SAIS), parte da Universidade Johns Hopkins (1984). Depois especializou-se em direito internacional, tendo feito o mestrado (1986) e o doutoramento (1988) na Harvard Law School, onde foi a primeira doutoranda portuguesa. O seu potencial foi reconhecido desde cedo e recebeu bolsas do Programa Fulbright , da Fundação Luso-Americana (FLAD), da Fundação Calouste Gulbenkian, da Universidade de Harvard e da Fundação MacArthur.

## Carreira académica
Escarameia lecionou Direito Internacional Público Geral e Regional na Universidade de Macau (antiga Universidade da Ásia Oriental) no ano letivo de 1989/1990. Enquanto esteve em Macau, interessou-se também pela posição jurídica da antiga colónia portuguesa de Timor-Leste, que na altura estava sob o controlo da Indonésia, publicando um artigo sobre o tema. Mais tarde, seria uma das fundadoras da "Plataforma Internacional de Juristas para Timor-Leste", que apoiou o processo jurídico da independência de Timor-Leste. De regresso a Portugal, foi Diretora do Centro de Estudos das Instituições Internacionais do Instituto Superior de Ciências Sociais e Políticas (ISCSP) da Universidade de Lisboa até dezembro de 1994.
Escarameia foi professora catedrática do ISCSP e professora convidada da Faculdade de Direito da Universidade Nova de Lisboa; da Faculdade de Direito e do Instituto de Estudos Políticos da Universidade Católica de Lisboa; e da Universidade Técnica de Lisboa . Lecionou também no instituto de formação da Marinha Portuguesa. Orientou uma tese de pós-doutoramento, quatro teses de doutoramento e 16 teses de mestrado. Escarameia foi frequentemente convidada para dar aulas fora de Portugal, nomeadamente em Princeton , Harvard e na Universidade de Munique, bem como em organizações como o Bar Council do Reino Unido e a International Law Association.

## Papel internacional
De 1995 a 1998, Escarameia foi conselheira jurídica na Missão de Portugal nas Nações Unidas, em Nova Iorque, representando Portugal em muitas negociações e debates sobre convenções internacionais, incluindo aquelas relacionadas ao terrorismo internacional, crimes internacionais, Direito do Mar e Comissão de Direito Internacional.
- Em 1996, integrou a delegação de Portugal à 51ª sessão da Assembleia Geral das Nações Unidas, Nova Iorque;[5]
- Em 1997, integrou a delegação de Portugal à 52ª sessão da Assembleia Geral das Nações Unidas, Nova Iorque;[6]

Também fez parte da delegação portuguesa nas negociações para a criação de um Tribunal Penal Internacional, com especial atenção à violência contra as mulheres. Igualmente integrou a delegação portuguesa na Primeira Assembleia dos Estados Partes daquele Tribunal.
Em 2002, Escarameia tornou-se a primeira mulher e a primeira portuguesa a ser eleita pela Assembleia Geral das Nações Unidas para a Comissão de Direito Internacional (CDI), um órgão de 34 especialistas individuais responsáveis por ajudar a desenvolver e codificar o direito internacional através da preparação de projetos de convenções internacionais. Exerceu o cargo durante dois mandatos de cinco anos (faleceu durante o segundo), tendo sido eleita em 2008 relatora da comissão, um cargo equivalente ao de subsecretária-geral no sistema das Nações Unidas. A partir de 2005, integrou a lista de juízes-árbitros do Tribunal Permanente de Arbitragem de Haia. Escarameia integrou também o Conselho Consultivo Internacional de Iniciativas Femininas para a Justiça de Género  e foi um dos 60 membros da Comissão Internacional de Juristas.

## Outras atividades
Escarameia foi membro honorário da Associação Portuguesa de Mulheres Juristas e, em 2003, foi fundadora do Centro Internacional de Direitos Económicos, Sociais e Culturais -CIDESC (Centro Nacional de Direitos Económicos, Sociais e Culturais). Publicou seis livros e numerosos artigos sobre Direito Internacional.

## Escritos publicados
As principais publicações de Paula Escarameia foram as seguintes:
- Formação de Conceitos em Direito Internacional: Subsunção sob Autodeterminação no Caso de Timor Leste. Harvard, EUA, 1988 (Tese de doutorado). Fundação Oriente, Lisboa, 1993
- Coletânea de Jurisprudência de Direito Internacional. Almedina Editora, Coimbra, 1992
- Coletânea de Leis de Direito Internacional. ISCSP, Lisboa, 1994, 1998, 2003
- Exames de Direito Internacional Público. Lex, Lisboa, 1995
- Reflexões sobre Temas de Direito Internacional Público: Timor, a ONU e o Tribunal Penal Internacional. ISCSP, Lisboa, 2001
- O Direito Internacional no Início do Século XXI. Almedina Editora, Coimbra, 2003
- Prelúdios de uma Nova Ordem Mundial: O Tribunal Penal Internacional in revista Nação e defesa, nº 104, subordinada ao tema Evolução das Nações Unidas, pp. 11-35, Lisboa, Instituto da Defesa Nacional, 2003, ISSN 0870-757X;[8]
- O Tribunal Criminal Internacional in Reflexões sobre Temas de Direito Internacional, ISCSP, Lisboa, 2001, citado na revista Nação e defesa, nº 104, p. 15, Lisboa, Instituto da Defesa Nacional, 2003, ISSN 0870-757X;[9]

## Prémios
Escarameia foi condecorada pelo Presidente da República portuguesa com o grau de Grande Oficial da Ordem do Infante Dom Henrique, em 8 de março de 2002.
Em 2011, a Faculdade de Direito da Universidade Nova de Lisboa instituiu o Prémio Professora Paula Escarameia, que visa distinguir e premiar trabalhos cuja temática se insere na área do Direito Internacional. O primeiro galardoado concluiu com sucesso um Mestrado em Direito Internacional na Universidade de Nova Iorque.

## Falecimento
Paula Escarameia faleceu a 4 de outubro de 2010. Atendendo à sua vontade, a sua biblioteca foi doada em 2011 ao Gabinete de Documentação e Direito Comparado da Procuradoria-Geral da República. O acervo bibliográfico é constituído por mais de 600 volumes sobre temas de direito internacional, incluindo em áreas como os direitos humanos e o direito internacional humanitário. Foram também doadas importantes notas de trabalho, que podem ser consultadas.